# Leonidi
Leonidi (griechisch Λεωνίδι (n. sg.), Katharevousa: Leonidion) ist eine Kleinstadt mit knapp 4000 Einwohnern in Arkadien auf der Peloponnes in Griechenland.

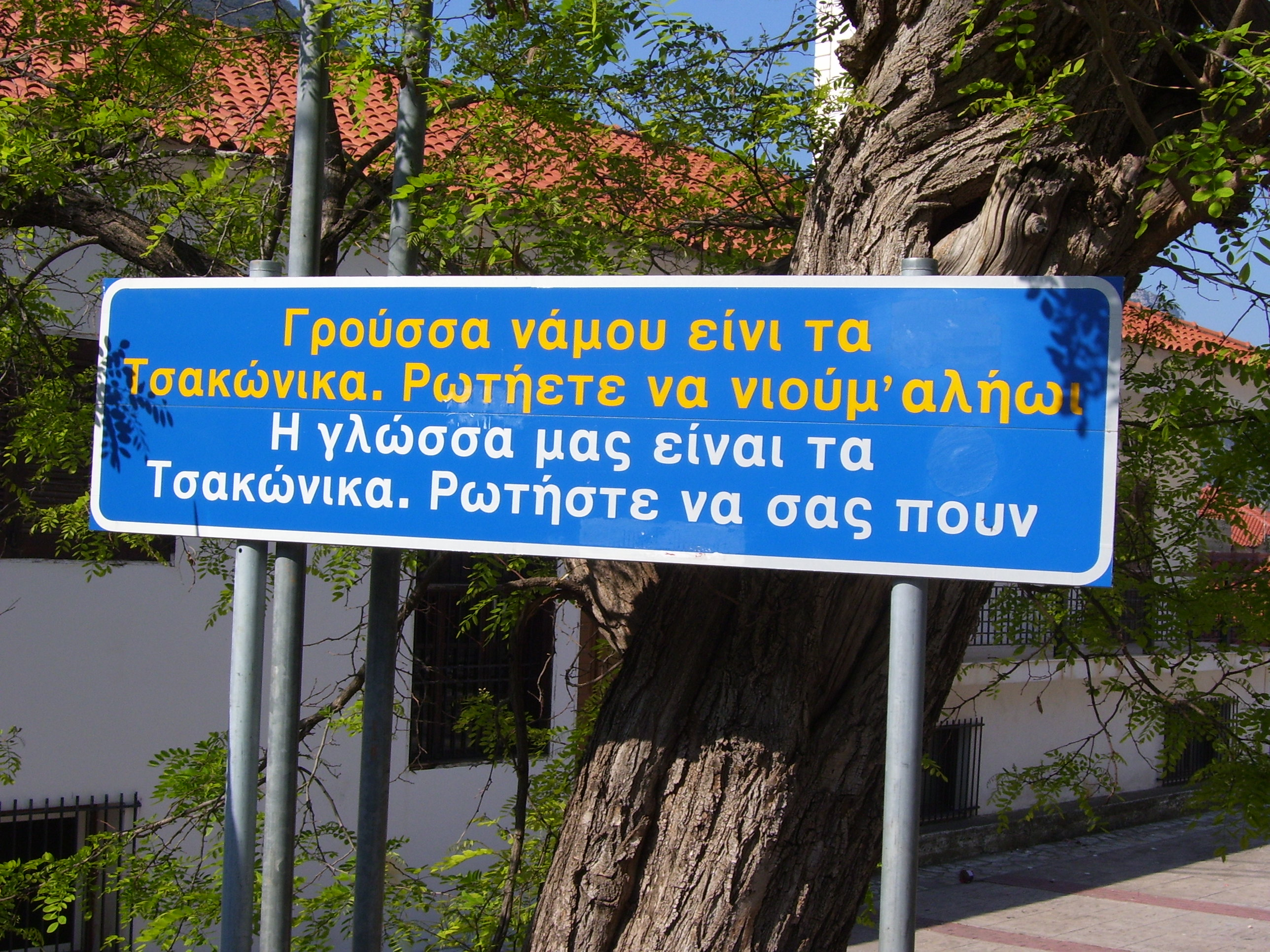
Zweisprachiges Hinweisschild Tsakonisch – Griechisch

## Geschichte
Bis 2010 war Leonidi eine selbständige Gemeinde, seit 1947 Stadtgemeinde (dimos), die durch Eingemeindungen 1997 auf etwa 6000 Einwohner angewachsen war. Mit dem 1. Januar 2011 ging die Gemeinde Leonidi in der neu geschaffenen Gemeinde Notia Kynouria auf, wo sie seither einen Gemeindebezirk bildet und den Verwaltungssitz stellt.
Leonidi liegt am Rande des Mündungsgebiets des Flusses Daphnon, rund vier Kilometer von der Küste des Myrtoischen Meeres entfernt. Der zu Leonidi gehörende Fischer- und Hafenort heißt Plaka.
In abgelegenen Bergdörfern des Parnon-Gebirges im Dreieck Leonidi-Astros-Sparta hat sich der alte dorische Dialekt Tsakonisch erhalten.
Etwa sieben Kilometer von dem Hauptort entfernt liegt das in einer Felswand errichtete Bergkloster Moni Agiou Nikolaou Syndzas.
Der deutsche klassische Philologe und Sprachwissenschaftler Michael Deffner (1848–1934) ist Ehrenbürger von Leonidi.
Leonidi ist umgeben von zahlreichen Felswänden und unterschiedlichen Felsstrukturen, die seit 2008 dafür genutzt werden, um das Sportklettern in der Region zu etablieren. Mittlerweile hat sich das Gebiet zu einem hervorragenden und abwechslungsreichen Klettergebiet entwickelt und wird aufgrund der milden Winter vor allem in den Monaten November bis März sehr geschätzt.

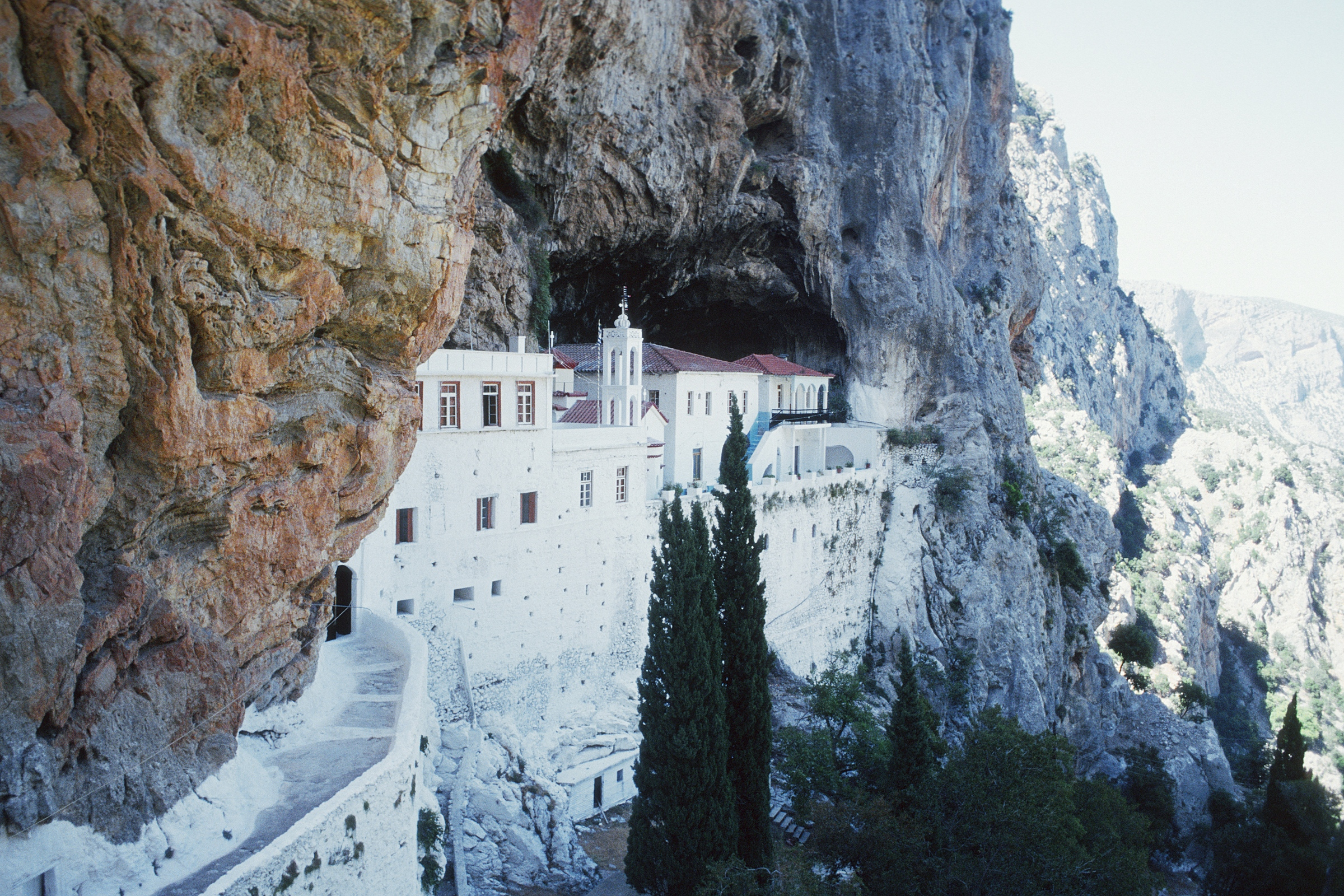
Moni Agiou Nikolaou Syndzas
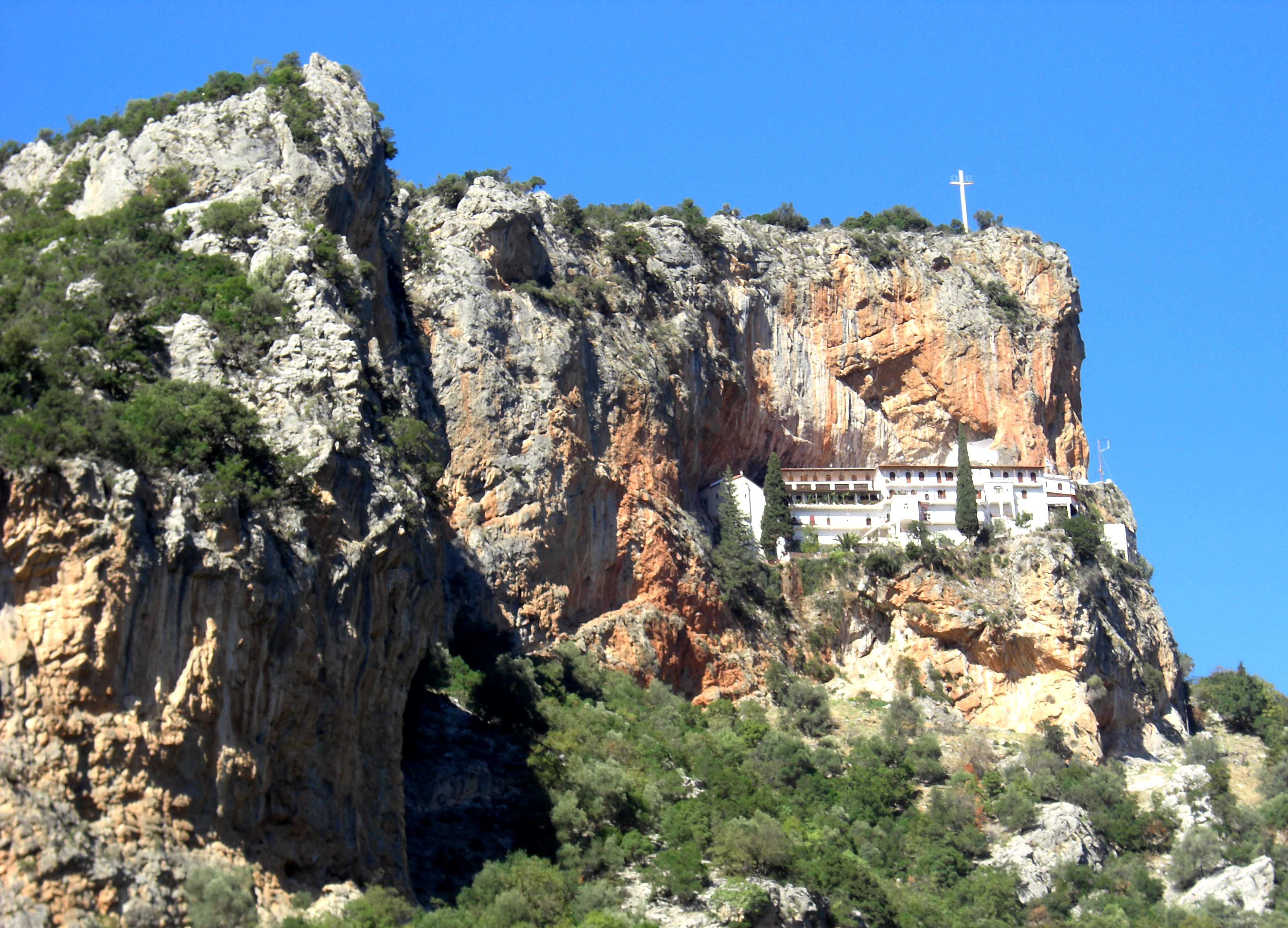
Kloster Panagia Elonas